# Jean Comnène Vatatzès
Jean Comnène Vatatzès (en grec: Ἱωάννης Κομνηνός Βατάτζης), parfois orthographié Batatzès est une importante figure militaire et politique de l'Empire byzantin lors des règnes de Manuel Ier Comnène et Alexis II Comnène. Il naît vers 1132 et meurt de causes naturelles alors qu'il dirige une révolte contre Andronic Ier Comnène qui vient de s'emparer du pouvoir en 1182.

## Contexte et famille
Jean Comnène Vatatzès est le fils du sébastohypertatos Théodore Vatatzès et de la princesse porphyrogénète Eudocie Comnène, fille de l'empereur Jean II Comnène,. Théodore Vatatzès fait partie des hommes promus par Jean II. Précédemment, la famille Vatatzès n'appartient pas à l'élite byzantine, bien qu'elle fasse partie de la noblesse de la ville d'Andrinople. Les parents de Jean se marient en 1131 et il naît peu après. Il a un frère, Andronic Vatatzès, général responsable d'une campagne contre la ville d'Amasya en 1176 et   tué par les Seldjoukides lors de la bataille de Myrioképhalon. Il a un autre frère, d'Alexis. Avec sa femme, Marie Doukaina, il a deux fils, Alexis et Manuel, nommé ainsi en référence à l'empereur Manuel Ier dont Jean Comnène Vatatzès est un fidèle. Une histoire d'amour aurait par ailleurs liée Manuel à Théodora, la sœur de Jean.

## Carrière militaire sousManuelIer
Jean Comnène Vatatzès apparaît dans les sources dans les années 1170. C'est alors un général expérimenté et reconnu qui a sûrement servi dans des commandements inférieurs durant les années qui précèdent. Par son père Théodore, déjà général, il a sûrement bénéficié d'une éducation militaire.
En 1176, l'empereur Manuel Ier entreprend de soumettre le sultanat de Roum qui occupe l'Anatolie centrale mais il est vaincu à Myrioképhalon. Après une trêve qui permet à l'armée byzantine de battre en retraite, Manuel refuse d'appliquer les clauses du traité et de détruire les forteresses byzantines frontalières,. Le fort de Soublaion est rasé, mais la place forte de Dorylée n'est pas démantelée. Le sultan turc Kilic Arslan II réplique en envoyant une force de cavalerie, peut-être composée de 24 000 hommes, ravager les terres byzantines dans la vallée du Méandre. Jean Comnène Vatatzès reçoit l'ordre d'intercepter cette armée. Il a comme lieutenants Constantin Doukas et Michel Aspiétès et complète ses forces par des recrutements locaux au fur et à mesure de son avancée,.
Les deux adversaires se rencontrent alors que les Seldjoukides se replient, chargés de butins provenant des cités byzantines mises à sac. Il déploie son armée de telle manière à tendre une embuscade aux Turcs, alors en train de traverser le Méandre. Lors de la bataille d'Hyelion et Leimocheir, l'armée seldjoukide est détruite, peu d'entre eux parvenant à s'enfuir. Le général turc est tué alors qu'il tente de briser l'encerclement, faisant de ce succès une importante victoire byzantine et confirmant que la défaite de Myrioképhalon ne constitue pas un désastre pour l'armée byzantine. Des expéditions punitives sont aussi conduites contre des positions seldjoukides plus en amont du Méandre.

## Règne d'AlexisIIet révolte contre Andronic
C'est en 1182 que Jean Vatatzès réapparaît dans les sources. Manuel est mort depuis deux ans et a laissé la place à une régence alors que son fils Alexis II est trop jeune pour régner. Jean est à la fois Grand domestique, le commandant en chef de l'armée byzantine et gouverneur du thème de Thrace dont la capitale est Andrinople, le cœur originel de la famille Vatatzès qui y détient d'importantes propriétés terriennes. 
Dans le même temps, la régence de l'impératrice Marie d'Antioche se révèle de plus en plus impopulaire. L'aristocratie ressent la domination croissante des Latins (ceux issus d'Europe occidentale). Le terreau est favorable à des soulèvements et Andronic Comnène, un cousin de Manuel, en profite pour se révolte au début de l'année 1182. Vatatzès est contacté pour apporter son soutien mais il refuse, n'hésitant pas à insulter Andronic en réponse. Néanmoins, Andronic Kontostéphanos, le cousin de Jean Vatatzès finit par soutenir Andronic dont les partisans sont en nombre croissant et renversent la régence à Constantinople. Jusqu'à sa mort en 1185, Andronic instaure un règne de terreur politique et tous les opposants sont sévèrement châtiés, en particulier ceux issus des grandes familles aristocratiques.
Jean Comnène Vatatzès est probablement démis de ses fonctions assez rapidement, ce qui explique qu'il apparaît de nouveau dans les sources à Philadelphie, en Asie Mineure. Là, il lève une armée, usant de son influence comme membre de la famille impériale et général réputé. Estimant qu'Andronic est un tyran cherchant à exterminer la famille impériale, il décide de se rebeller,. Le fait qu'il ait déclenché sa rébellion en Asie Mineure et non en Thrace, d'où sa famille est originaire, atteste probablement de la fidélité plus grande dont jouit Andronic parmi la population et l'élite locale. Dorénavant, c'est en Anatolie et non plus en Europe que se situe le centre de gravité de la famille Vatatzès, un changement fondamental qui contribue à faire d'eux une famille puissante puis la dynastie régnante lors de la fondation de l'Empire de Nicée en 1204.
Il semble qu'Andronic Ier envoie le général Andronic Lapardas pour le combattre mais Vatatzès est alors sérieusement malade. Il laisse le commandement à ses deux fils, Manuel et Alexis, observant la bataille à l'abri en haut d'une colline. Son armée remporte la victoire et poursuit les forces loyalistes à distance. Néanmoins, quelques jours plus tard, le 16 mai 1182, Vatatzès décède, entraînant l'extinction de sa rébellion, ses fils trouvant refuge chez le sultan seldjoukide. Par la suite, ils décident de faire voile vers la Sicile mais échouent sur l'île de Crète où ils sont faits prisonniers et aveuglés sur ordre d'Andronic. Ce dernier, qui voit dans la mort de Vatatzès une divine providence, se fait couronner coempereur en septembre 1182.